# Gabriel Dufaure
Pour les articles homonymes, voir Dufaure.
Gabriel Dufaure, né le 17 août 1846 à Auvers-Saint-Georges (Essonne) et mort le 1er mars 1914 à Paris 8e, est un ingénieur et homme politique français.

## Biographie
Fils de Jules Dufaure, il intègre l'école des mines de Paris en 1868 et en sort en 1872.
En 1871, après avoir pris part à la défense de Paris, Dufaure devient ingénieur de la Compagnie des chemins de fer des Charentes.
Il est député de la Charente-Inférieure de 1893 à 1898, inscrit au groupe de l'Action libérale. Il intervient à de nombreuses reprises sur le statut du personnel des Chemins de fer et sur son organisation elle-même. Il est conseiller général du canton de Cozes de 1895 à 1906.

### Sources
- « Gabriel Dufaure », dans le Dictionnaire des parlementaires français (1889-1940), sous la direction de Jean Jolly, PUF, 1960 [détail de l’édition]